# Mini Aceman Concept
L'Aceman Concept est un concept car de crossover électrique réalisé par le constructeur automobile germano-britannique Mini en 2022. Ce crossover est le successeur du break Clubman et en même temps le petit frère du Countryman. Il préfigure la Mini Aceman produite à partir de 2024 en Chine.

## Présentation
Le prototype est présenté le 7 juillet 2022 avant son exposition publique au salon allemand consacré aux jeux vidéo Gamescom de Cologne du 24 au 28 août 2022.
La Mini Concept Aceman préfigure la Mini Aceman de série, à motorisation électrique, produite en Chine à partir de 2024 en collaboration avec le constructeur Great Wall Motors.

### Étymologie
Le nom Aceman fait référence à un ace, un service gagnant au tennis, mais également à l'As, la carte ayant la plus forte valeur dans un jeu de société.

### Design
Le prototype se pare d'une peinture bicolore, avec une carrosserie turquoise « Icy Sunglow Green » et un toit dans une teinte vert anglais métallisé (British Racing Green).